# Santos Futebol Clube (femenino)
El Santos Futebol Clube es un club de fútbol de la ciudad brasileña de Santos, en el Estado de São Paulo. El club fue fundado el 14 de abril de 1912, mientras que su sección de fútbol femenino fue creada en 1997. Actualmente se desempeña en el Serie A2 segunda división del fútbol femenino en Brasil.

## Entrenadores
- Manoel Maria (1997)[5][6]
- Kleiton Lima (1997–noviembre de 2010)[7][8]
- Tatiele Silveira (julio de 2021–agosto de 2022)[9]
- Fabi Guedes (interina- agosto de 2022)[10]
- Kleiton Lima (agosto de 2022–septiembre de 2023)[11][12]
- Kleiton Lima (abril de 2024)[13][14]
- Gláucio Carvalho (abril de 2024–septiembre de 2024)[15]
- Caio Couto (septiembre de 2024–presente)[4]

## Palmarés
Copa Libertadores Femenina
- 2009, 2010

 Brasileirão Femenino
- 2017

 Copa de Brasil
- 2008, 2009

 Liga Nacional de Fútbol Femenino
- 2007

 Campeonato Paulista
- 2007, 2010, 2011, 2018, 2024